# Louis G. Henyey
Louis George Henyey (3 de febrero de 1910 - 18 de febrero de 1970) fue un astrónomo estadounidense de origen húngaro.

## Semblanza
Sus padres, Albert y Mary Henyey, eran inmigrantes de Hungría. Henyey se casó el 28 de abril de 1934 con Elizabeth Rose Belak, nacida en Budapest; tuvieron tres hijos: Thomas Louis, Francis Stephen, y Elizabeth Maryrose.
Obtuvo una maestría en (1933) en la Escuela Case de Ciencia Aplicada.
Accedió al Observatorio Yerkes de la Universidad de Chicago, donde se doctoró en 1937 con una tesis matemática sobre el tema de las nebulosas de reflexión. En 1947 aceptó un puesto como profesor ayudante en el Departamento de Astronomía en la Universidad de California, Berkeley, y en 1954 fue promovido a profesor. En Berkeley llegó a ser el director de su propio grupo de investigación en el campo de la evolución estelar, supervisando el trabajo y colaborando con numerosos estudiantes de posgrado, alumnos de postdoctorado, y visitantes científicos.
Murió inesperadamente de una hemorragia cerebral el 18 de febrero de 1970.

## Principales contribuciones científicas
Henyey es conocido por sus dos contribuciones científicas importantes en el campo de la evolución y la estructura estelares. En primer lugar, desarrolló un método para la solución automática de las ecuaciones de evolución estelar, apropiado para ordenadores electrónicos y aplicable a una amplia gama de fases y condiciones físicas en el periodo de vida de una estrella. En segundo lugar, hizo un nuevo cálculo de la evolución de las estrellas durante su historia temprana, cuando la contracción gravitatoria proporciona la fuente de energía principal; y durante la fase de transición, cuando la energía nuclear toma el relevo del efecto de la gravedad.
Su trabajo sobre la difusión de la luz en las galaxias se reflejó en el posterior desarrollo físico matemático conocido como función de fase de Henyey-Greenstein, propuesta por primera vez en uno de sus artículos. Este modelo de expansión ha encontrado uso en otras disciplinas científicas.

## Eponimia
- El cráter lunar Henyey lleva este nombre en su memoria, así como el asteroide denominado (1365) Henyey.[6]